# Бојчинско културно лето
Бојчинско културно лето је културно-уметнички фестивал који се одржава од 2009. године, сваког викенда, и траје 5 месеци, од почетка маја до краја септембра. Манифестација се одржава на отвореној летњој сцени у Бојчинској шуми, Прогару, у општини Сурчин.
Програм се састоји од поетских вечери, позоришних представа, музичких концерата, на којима се изводи народна музика, рок, поп, фадо, џез и класична музика. Изводе се и други облици сценске делатности. У организацији манифестације учествује и велики број волонтера. Улаз на Бојчинско културно лето, за сваки програм је бесплатан, док посетиоци могу да дају добровољни прилог. За време одржавања манифестације, посетиоцима су на располагању трим стаза, вожња фијакером и јахање.
Организатор манифестације је Установа културе- Културни центар Сурчин у сарадњи са општином Сурчин и градом Београдом. Манифестација је покренута са идејом да, комбинујући туризам и културу унапреди и обогати живот становника и туриста општине Сурчин.

## Музички програм Бојчинског културног лета
Поред гитаријаде која је одржана фестивала 2012. године, на Бојчинском културном лету насупали су познати извођачи, као што су Ју Група, Звонко Богдан, Валентино, Легенде, Галија, Неверне бебе, Бајага и Инструктори и многи други.

### Музички програм Бојчинског културног лета 2009. године
| Извођач | Датум и време               |
| --- | --------------------------- |
| Мини егзит - Диск џокеј Лазар и пријатељи                                                                               | 20. јун 2009. 19:00-23:00   |
| Народно позориште Тоша Јовановић Зрењанин                                                                               | 21. јун 2009. 19:00-23:00   |
| Народно позориште Тоша Јовановић Зрењанин - представа Антигона                                                          | 27. јун 2009. 19:00-23:00   |
| Вече џез музике | 28. јун 2009.               |
| Квартет Мише Блама и Бети Ђорђевић                                                                                      | 28. јун 2009.               |
| Крушевачко народно позориште Марин Држић - Дундо Мароје                                                                 | 28. јун 2009.               |
| Концерт ветерана фолклора Србије                                                                                        | 4. јул 2009 19:00-23:00     |
| Окуд Марковић- Крагујевац                                                                                               | 4. јул 2009                 |
| Куд Тент - Обреновац | 4. јул 2009                 |
| Куд Абрашевић - Ваљево                                                                                                  | 4. јул 2009                 |
| Гкуд Смедерево | 4. јул 2009.                |
| Окуд Младост - Суботица                                                                                                 | 4. јул 2009.                |
| Куд Будућност - Добановци                                                                                               | 4. јул 2009.                |
| Куд Диоген - Сурчин | 4. јул 2009.                |
| Куд Војвода Матић - Младеновац                                                                                          | 4. јул 2009.                |
| Куд Светозвар Марковић - Нови Сад                                                                                       | 4. јул 2009.                |
| Поклон концерт групе Макао                                                                                              | 5. јул 2009. 19:00-23:00    |
| Звонко Богдан | 10. јул 2009. 19:00-23:00   |
| Бане Крстић и Гарави сокак                                                                                              | 11. јул 2009. 19:00-23:00   |
| Вече тамбураша и песника - Радивој Прокопљевић Прока, Слободан Ковачевић Слоја, Душан Д. Живанчевић и Снежана Милановић | 12. јул 2009. 19:00-23:00   |
| Мини егзит - Диск џокеј Лазар и пријатељи                                                                               | 18. јул 2009.               |
| Театар 91 Алексинац | 19. јул 2009.               |
| Ритмови Јужне Америке, са извођачима из Аргентине, Куба и Бразила                                                       | 25. јул 2009 19:00-23:00    |
| Јовица Вујучић и пријатељи                                                                                              | 26. јул 2009                |
| Градско позориште Јагодина, представа У навиљцима                                                                       | 1. август 2009              |
| Шеф оркестра Радио телевизије Србије - Љубиша Павковић уз госте Јелисавету Стојић и младе наде РТС-а                    | 2. август 2009              |
| Тамбурашки оркестар из Винковаца - Дике                                                                                 | 8. август 2009.             |
| Позориште на Теразијама - Цигански кабаре Љиљане Стјепановић                                                            | 9. август 2009. у 21:30     |
| Београдски диксиленд џез оркестар                                                                                       | 15. август 2009.            |
| Музика из епохе Њу Орлеанса                                                                                             | 15. август 2009.            |
| Салса и Пунто | 15. август 2009.            |
| Музички оркестар - Куба                                                                                                 | 15. август 2009. у 19:30    |
| Група “Нејклед” – Етно-Амбијентал                                                                                       | 16. август 2009.            |
| Група “Зона Б” - Блуз                                                                                                   | 16. август 2009.            |
| Јадранка Јовановић - Првакиња опере Народног позоришта у Београду са гостима                                            | 22. август 2009.            |
| Мексички хор: “Нормалиста” из града Пуебла - светска музика на мексички начин                                           | 23. август 2009.            |
| Академски хор “лицеум” из Крагујевца - диригент: Милоје Миленковић                                                      | 23. август 2009. у 19:30    |
| Бајага и Инструктори | 30. август 2009. у 19:30    |
| Позориште на Теразијама - “Нова добра стара времена”                                                                    | 30. август 2009.            |
| Народно позориште Стерија Вршац - Представа “Кокошке”                                                                   | 5. септембар 2009.          |
| Концерт КУД Диоген, Куд Будућност, Куд Срем, Куд Сладкович, Куд Бранко Радичевић                                        | 6. септембар 2009. у 19:30  |
| Позориште на Теразијама - “Два мириса руже”                                                                             | 12. септембар 2009. у 19:30 |
| Народно позориште Гоша Јовановић Зрењанин - Антигона                                                                    | 13. септембар 2009. у 19:30 |
| АКУД Бранко Крсмановић - Концерт народних игара и песама                                                                | 19. септембар 2009. у 19:30 |
| Београдско позориште за децу Распевана оаза                                                                             | 20. септембар 2009. у 19:30 |
| АКУД Лола Београд - Концерт народних игара и песама                                                                     | 26. септембар 2009. у 19:30 |
| Позориште на Теразијама - “Цигани лете у небо”                                                                          | 30. август 2009.            |

### Музички програм Бојчинског културног лета 2010. године
| Извођач                                                                                 | Датум и време         |
| --------------------------------------------------------------------------------------- | --------------------- |
| Џез ансамбл Академија 28                                                                | 5. јун 2010. у 19:30  |
| АКУД Шапанц - ансамбл народних игара и песама, академски хор и оркестар                 | 6. јун 2010. у 19:30  |
| Позориште "Бошко Буха" - Крчмарица Мирандолина                                          | 12. јун 2010. у 19:30 |
| Земунски камерни оркестар и италијанска наполитанска група певача и музичара            | 13. јун 2010. у 19:30 |
| Позориште "Бошко Буха" - Укроћена горопад                                               | 19. јун 2010. у 19:30 |
| Квартет снова - Мерима Његомир, Екстра Нена, Оливер Њего, Ранко Николић и Никола Рацков | 20. јун 2010. у 19:30 |
| Словачки хор и ансамбл народних игара и песама Шафарик - Нови Сад                       | 26. јун 2010. у 19:30 |
| Победник са републичког фестивала аматерских позоришта Србије из Куле                   | 27. јун 2010. у 19:30 |

### Музички програм Бојчинског културног лета 2013. године
| Извођач                                                                 | Датум и време            |
| ----------------------------------------------------------------------- | ------------------------ |
| Ђорђе Давид са бендом Death saw                                         | 13. јул 2013. у 20:00    |
| Концерт групе Луна                                                      | 20. јул 2013. у 20:00    |
| Дечије позориште Јеленица Београд - представаWINX                       | 27. јул 2013. у 19:00    |
| Концерт групе Фрајле                                                    | 3. август 2013. у 20:00  |
| Концерт групе Сања Илић и Балканика                                     | 10. август 2013. у 20:00 |
| Позоришна представа Кад се снови остваре, не може се више живети у њима | 17. август 2013. у 20:00 |
| Вече латиноамеричке културе, концерт групе Мамбо старс                  | 24. август 2013. у 20:00 |
| Концерт Оливере Катарине                                                | 31. август 2013. у 20:00 |

### Музички програм Бојчинског културног лета 2015. године
| Извођач                                                                         | Датум и време               |
| ------------------------------------------------------------------------------- | --------------------------- |
| Хумористички наступи на трибини (Иван Томић, Срђан Јовановић и Ненад Даниловић) | 18. јул 2015. у 20:00       |
| Веће рок музике                                                                 | 19. јул 2015. у 20:00       |
| Вече певача аматера                                                             | 24. јул 2015. у 20:00       |
| КУД Шафарик Добановци                                                           | 25. јул 2015. у 20:00       |
| Представа Баг театра                                                            | 26. јул 2015. у 20:00       |
| Вече поезије - Горан Лазовић                                                    | 1. август 2015. у 20:00     |
| Представа за децу - Арс Лонга                                                   | 2. август 2015. у 20:00     |
| Диск џокеј вече                                                                 | 8. август 2016. у 20:00     |
| Бенд Српски џез, бре!                                                           | 9. август 2016. у 20:00     |
| КУД Будућност Добановци                                                         | 15. август 2015. у 20:00    |
| Представа БАГ театра                                                            | 16. август 2015. у 20:00    |
| Плес - спортски плесни клуб М плус Београд                                      | 22. август 2015. у 20:00    |
| Магла бенд                                                                      | 23. август 2015. у 20:00    |
| Вече тамбураша                                                                  | 29. август 2015. у 20:00    |
| Вече хорске музике                                                              | 30. август 2015. у 20:00    |
| Представа - Театар лево                                                         | 5. септембар 2015. у 20:00  |
| Диск џокеј вече                                                                 | 6. септембар 2015. у 20:00  |
| Сценски прикази - ученици основних школа                                        | 12. септембар 2015. у 17:00 |
| Сценски прикази - ученици основних школа                                        | 13. септембар 2015. у 17:00 |
| Сценски прикази - предшколска установа Сурчин                                   | 19. септембар 2015. у 17:00 |
| КУД Слаткович, Бољевци                                                          | 20. септембар 2015. у 20:00 |
| КУД Диоген, Сурчин                                                              | 26. септембар 2015. у 20:00 |
| Сценски приказ - Балетски студио Арт                                            | 27. септембар 2015. у 17:00 |
| Београдско драмско позориште - представа                                        | 27. септембар 2015. у 20:00 |
| Концерт - Денис и Обуле                                                         | 3. октобар 2015. у 20:00    |
| Представа - Аматерско позориште Батајница                                       | 4. октобар 2015. у 20:00    |
| КУД Иво Лола Рибар                                                              | 10. октобар 2015. у 20:00   |
| Затварање фестивала - вече изненађења (Иван Босиљчић)                           | 11. октобар 2015. у 20:00   |

### Музички програм Бојчинског културног лета 2016. године
| Извођач                                                 | Датум и време              |
| ------------------------------------------------------- | -------------------------- |
| Ју Група                                                | 18. јун 2016. у 20:00      |
| Представа Сасвим обично вече - Милан Гутовић            | 25. јун 2016. у 20:00      |
| Ивана Јордан                                            | 26. јун 2016. у 20:00      |
| Влатко Стефановски                                      | 2. јул 2016. у 20:00       |
| Представа Све за тебе љубави                            | 9. јул 2016. у 20:00       |
| Васил Хаџиманов и Бисера Велетанлић                     | 16. јул 2016. у 20:00      |
| Гале и Најда                                            | 24. јул 2016. у 20:00      |
| Представа Врућа линија                                  | 30. јул 2016. у 20:00      |
| Дечја представа Сви треба да знају шта другарство значи | 6. август 2016. у 19:00    |
| Звонко Богдан                                           | 13. август 2016. у 20:00   |
| Београдски тамбураши                                    | 20. август 2016. у 20:00   |
| Валентино                                               | 27. август 2016. у 20:00   |
| Легенде                                                 | 3. септембар 2016. у 20:00 |

### Музички програм Бојчинског културног лета 2017. године
| Извођач                                                                                | Датум и време            |
| -------------------------------------------------------------------------------------- | ------------------------ |
| Сања Илић и Балканика                                                                  | 17. јун 2017. у 20:00    |
| Дечија балетска представа Прима, Бси и Арт центар са гостима                           | 18. јун 2016. у 20:00    |
| Ана Бебић и Гитарс трио                                                                | 24. јул 2016. у 20:00    |
| Хајд' поведи весело, смотра дечијих фолклорних ансамбала са подручја општине Сурчин    | 1. јул 2017. у 20:00     |
| Распевана равница, поетско-песничко вече, водитељ Бошко Неговановић                    | 2. јул 2017. у 20:00     |
| Срећни театар Вилинска заврзлама, режија Моника Ромић                                  | 8. јул 2017. у 18:00     |
| Татар Талија, Краљевски фестивал бајки, режија Дарко Јоксимовић                        | 23. јул 2017. у 18:00    |
| Концерт групе Зана                                                                     | 29. јул 2017. у 20:00    |
| Концерт групе Амадеус бенд                                                             | 5. август 2017. у 20:00  |
| Представа за децу Лова лажоловац (чувари природе)                                      | 12. август 2017. у 18:00 |
| Концерт народних игара и песама културно-уметничких друштва са подручја општине Сурчин | 13. август 2017. у 20:00 |
| Вече кубанске музике и салсе                                                           | 20. август 2017. у 20:00 |
| Избор за мис Срема и Чартед бенд                                                       | 25. август 2017. у 20:00 |